# Обихиро
Оби́хиро (яп. 帯広市 Обихиро-си) — город в Японии, находящийся в округе Токати губернаторства Хоккайдо. Площадь города составляет 618,94 км², население — 168 818 человек (30 июня 2014), плотность населения — 272,75 чел./км².

## Географическое положение
Город расположен на острове Хоккайдо в губернаторстве Хоккайдо. С ним граничат посёлки Мемуро, Макубецу, Отофуке, Ниикаппу, Биратори, Хидака и сёла Сарабецу, Накасацунай.

## Население
Население города составляет 168 818 человек (30 июня 2014), а плотность — 272,75 чел./км². Изменение численности населения с 1980 по 2005 годы:
| 1980 | 153 861 чел. |  |
| 1985 | 162 932 чел. |  |
| 1990 | 167 384 чел. |  |
| 1995 | 171 715 чел. |  |
| 2000 | 173 030 чел. |  |
| 2005 | 170 580 чел. |  |

## Символика
Деревом города считается берёза плосколистная, цветком — рябчик камчатский, птицей — полевой жаворонок.